# Vågaholmen (Våga)
Ne doit pas être confondu avec Vågaholmen (Samnanger).
Vågaholmen est une localité du comté de Nordland, en Norvège.

## Géographie
Administrativement, Vågaholmen fait partie de la kommune de Rødøy.